# TVCine
TVCine est la première offre de chaînes diffusant des films et des séries sur le câble en crypté au Portugal.  

## Histoire
L'offre a été créée le 1er juin 1998 en tant que version portugaise des chaînes premium brésiliennes Telecine par un partenariat entre SIC, Globo et PT Multimedia. Ses chaînes Telecine 1 et Telecine 2 ont été renommées respectivement Telecine Premium et Telecine Gallery le 1er juin 2001.
Telecine 1/Premium était dédié aux films récents à succès et Telecine 2/Gallery était dédié à d'anciens films des années 40 à 90.
Le 1er juin 2003, PT Multimedia a acquis toutes les parts des chaînes qui ont été renommées sous la marque Lusomundo, le principal distributeur de films et gestionnaire de salles de cinémas au Portugal dont PT Multimedia a pris le contrôle en 2000. 
Le 16 avril 2004, la chaîne Lusomundo Action a été lancée, dédiée aux films d'action et d'horreur. Le 19 mai 2005, la chaîne Lusomundo Happy a été lancée, dédiée aux films d'aventure, de comédie et d’animation, de plus d'un partenariat avec 20th Century Fox en même temps que le lancement de Fox et Fox Life sur TV Cabo. 
Le 1er novembre 2007, TVCabo a relancé son offre de chaînes de cinéma avec une nouvelle image, un nouveau format et une nouvelle philosophie de programmation. Lusomundo Premium, Lusomundo Action, Lusomundo Happy et Lusomundo Gallery ont été rebaptisées TVCine 1, TVCine 2, TVCine 3 et TVCine 4. Ils ont cessé d'être limités à des genres de films.
Le 1er février 2011, la deuxième chaîne en haute définition du groupe, TVCine 2 HD est lancée. TVCine HD est renommé TVCine 1 HD. 
En octobre 2011, la chaîne TVSéries est lancée et intégrée au bouquet de chaînes TVCine sans frais supplémentaires. Cette chaîne propose les plus grands succès des séries, de tous les genres et pour toute la famille, quelques jours après ses débuts aux États-Unis. Cette chaîne est également disponible en HD.  
En juillet 2012, les versions HD simultanées de TVCine 3 et TVCine 4 ont été lancées. 
Le 14 janvier 2020, la chaîne TVSéries a été éteinte, en même temps que les autres chaînes ont été renommés TVCine Top, TVCine Edition, TVCine Emotion et TVCine Action avec une nouvelle identité visuelle. 
En 2021, le service à la demande TVCine+ a été lancé uniquement au Portugal, tandis que la chaîne TVCine Power a été créée qui diffuse des films doublés pour l'Angola, le Mozambique et le Cap Vert. 

## Programmation
Une des nouveautés de la programmation est la diffusion d'un film toutes les demi-heures à partir de 21 h 30. TVCine 1 diffuse à partir de 21 h 30, ensuite TVCine 2 à 22 h puis TVCine 3 à 22 h 30 et TVCine 4 à 23 h.

## TVSeries (Home ofHBO)
Depuis le 1er septembre 2015, TVCine détient les droits exclusifs de la programmation HBO pour le territoire portugais et devient Home of HBO. Certaines séries HBO sont également disponibles sur le service à la demande de la chaîne. 
En 2019, la chaîne cesse de diffuser des contenus exclusifs de la chaîne américaine HBO, car un nouveau service d'OTT HBO Portugal a été lancé. En 2020, la chaîne a été éteinte.